# Marc Mathis
Pour les articles homonymes, voir Mathis.
Marc Mathis est un homme politique français né le 22 avril 1866 à Valleroy-aux-Saules (Vosges) et décédé le 10 juin 1917 à Paris.

## Biographie
Fils de Dyonise Mathis et Caroline Mathis, deux cousins germains, propriétaires fonciers, arrière-petit-fils de Jean-Baptiste Mathis (1777-1853) cultivateur à Racécourt, petit-fils de Laurent (1805-1886) établi à Ville-sur-Illon, grand-père d'Édouard Mathis et de François qui est le père de Caroline.
Marc Mathis fait ses études secondaires au collège de l'Immaculée Conception de Paris puis au collège de la Malgrange à Jarville. Il s'inscrit ensuite à la faculté de droit de Nancy dont il sort licencié. Il s'inscrit au barreau mais ne plaide pas.
Il s'occupe de la gestion des terres familiales et préside la société d'agriculture de l'arrondissement de Mirecourt. En 1894, il remplace son père à la mairie de Valleroy-aux-Saules, et au départ partage les idées conservatrices de sa famille avant de faire un tournant vers la gauche en apportant son soutien au gouvernement Waldeck-Rousseau. Son adhésion à la loge maçonnique d'Épinal, qui n'a rejoint les républicains que depuis 1899, est ajournée en octobre 1901 et Marc Mathis ne cherche ensuite plus à y rentrer.
Il participe aux législatives de 1902 pour soutenir Xavier Mougin le seul député des Vosges qui soutient le gouvernement, cependant, celui-ci est battu par son adversaire le progressiste Léon Gautier.
En 1906, Marc se présente comme candidat républicain démocratique mais il ne fait l'unanimité à cause de son passé « réactionnaire ». Certains préférant René Porterat, conseiller municipal. Mathis est finalement choisi par le congrès car il peut attirer plus facilement les voix des agriculteurs. Il se présente alors comme un républicain modéré contre « la Révolution » et la « Réaction ». Il est élu dès le premier tour. Il s'inscrit au groupe de la Gauche radicale. Il se présente aux cantonales de 1907 dans le canton de Vittel et gagne au second tour contre Pierre Bouloumié. Il se présente aux sénatoriales de 1909 comme républicain démocratique avec Émile Fleurent, député de Saint-Dié I, et Gilbert Renaud, président de la Fédération républicaine démocratique et conseiller général. Il obtient le plus de voix entre les trois mais n'est pas élu. Il se représente en 1910 avec le programme de la majorité républicaine et se retrouve face à Pierre Bouloumié qu'il bat facilement avec 55 % des voix. Aux cantonales de 1913, il est réélu sans adversaire et en 1914 il affronte son petit-cousin Édouard Mathis qu'il bat avec 55 % des voix. Il est questeur de la Chambre de 1913 à 1917.

## Décoration
- Chevalier de l'ordre du Mérite agricole